# The Art of Love & War
The Art of Love & War (с англ. — «Искусство любви и войны») — четвёртый студийный альбом американской певицы Энджи Стоун, выпущенный в Соединённых Штатах 16 октября 2007 года на лейбле Stax Records. The Art of Love & War дебютировал на 11-й строчке в американском чарте Billboard 200. На первой неделе было продано 45 000 копий альбома. Сингл «Baby», записанный совместно с Бетти Райт, дебютировал на 18-й строчке Billboard Bubbling Under Hot 100 Singles, позже был номером три, а также на 27-й строчке в Hot R&B/Hip-Hop Songs.

## Об альбоме
Критики положительно приняли альбом. В рецензии газеты New York Times написано, что тематика песен альбома посвящена любви и войне, хотя любовная тематика здесь является преобладающей над военной. Кроме того, в альбоме ощущается влияние хип-хопа 80-х годов (Old School), так как большинство композиций содержат в себе хип-хоп-семплы. Влияние хип-хопа отчетливо проявляется на треках «Baby» (при участии Бетти Райт) и «Play with It». Вокальная манера исполнения трека «Sit Down» оценивается американской газетой как явное подражание Марвину Гэю. Обозреватель британской газеты The Guardian несколько иначе оценивает альбом. Он считает, что альбом наполнен настроением уверенного оптимизма, а своеобразная «снисходительность» сочетается со сладкозвучным вокалом Энджи Стоун. Единственный минус The Art of Love & War — «сладкие» мелодии альбома быстро надоедают.
Критик из NOW Magazine упомянул о том, что голос Энджи на этом альбоме звучит тихо и успокоительно, не забыв отметить, что альбом хорошо проработан. Он  сообщил, что песня «Here We Go Again» — одна из лучших в альбоме, а также добавил, что в ней не использовались какие-либо синтезаторы или семплы, назвав трек «чистым» и «органичным». Сотрудник Allmusic отметил, что The Art of Love & War — смесь баллад и таких классических жанров как: фанк, соул, R&B, продолжив рецензию, сообщает, что всё это представлено в одном своеобразном «вкусном пакете».
Рецензент из PopMatters посчитал альбом лучшей сольной работой R&B-исполнительницы, хоть и счел некоторые песни альбома унылыми, отметив, что стиль альбома больше напоминает звучание соула, который приправлен R&B, чем современный хип-хоп. В Prefix Magazine отметили, что в голосе певицы чувствуется одновременно и радость, и печаль. Именно на The Art of Love & War лучше всего проявился талант Энджи Стоун.

## Список композиций
1. «Take Everything In» — 3:52
2. «Baby» (при участии Бетти Райт) — 4:50
3. «Here We Go Again» — 3:33
4. «Make It Last» — 3:46
5. «Sometimes» — 3:21
6. «Go Back to Your Life» — 1:22
7. «Half a Chance» (при участии Чино) — 4:06
8. «These Are the Reasons» — 4:58
9. «My People» — 5:58
10. «Sit Down» — 4:32
11. «Play with It» — 2:50
12. «Pop Pop» — 3:51
13. «Wait for Me» — 4:50
14. «Happy Being Me» (при участии Паулетты Вашингтон) — 4:28

| Чарт (2007)                         | Наивысшая позиция |
| ----------------------------------- | ----------------- |
| French Albums Chart                 | 122               |
| UK Albums Chart                     | 103               |
| US Billboard 200                    | 11                |
| US Billboard Top R&B/Hip-Hop Albums | 1                 |
| US Billboard Digital Albums         | 11                |
| US Billboard Tastemaker Albums      | 10                |

| Страна         | Дата            | Лейбл     |
| -------------- | --------------- | --------- |
| Великобритания | 15 октября 2007 | Concord   |
| США            | 16 октября 2007 | Stax      |
| Япония         | 17 октября 2007 | Universal |
| Германия       | 26 октября 2007 | Universal |
| Канада         | 30 октября 2007 | Universal |
| Австралия      | 17 ноября 2007  | Universal |